# Jiushan Liedao
Jiushan Liedao är öar i Kina.   De ligger i provinsen Zhejiang, i den östra delen av landet, omkring 210 kilometer sydost om provinshuvudstaden Hangzhou.